# James Chance
James Chance (geboren als James Siegfried, Milwaukee (Wisconsin), 20 april 1953 – New York, 18 juni 2024) was een Amerikaanse zanger en saxofonist en geldt als een van de voornaamste no wave-artiesten die in de late jaren zeventig in New York hun carrière begonnen.
Aanvankelijk richtte Chance de noiserockband James Chance & The Contortions op. Brian Eno selecteerde deze band als een van de vier acts die verschenen op het legendarische compilatiealbum No New York, waarop ook werk van Lydia Lunch, DNA en M.A.R.S. verscheen. Nadat de No Wave stroming in zijn korte bestaan was verdwenen richtte Change zich met zijn band meer en meer op de free jazz en free improvisement. De band leidde een roerig bestaan waarbij er vele bezettingswisselingen plaatsvonden, deels door het moeilijke karakter van de kleurrijke voorman.
Met Lydia Lunch richtte hij in 1976 Teenage Jesus and the Jerks op.
Na ongeveer 2000 werden de Contortions weer heropgericht en toerde Chance met enige regelmaat op in Europa en in de Verenigde Staten.
Chance overleed op 18 juni 2024 op 71-jarige leeftijd.